# Hokkaido Nippon-Ham Fighters

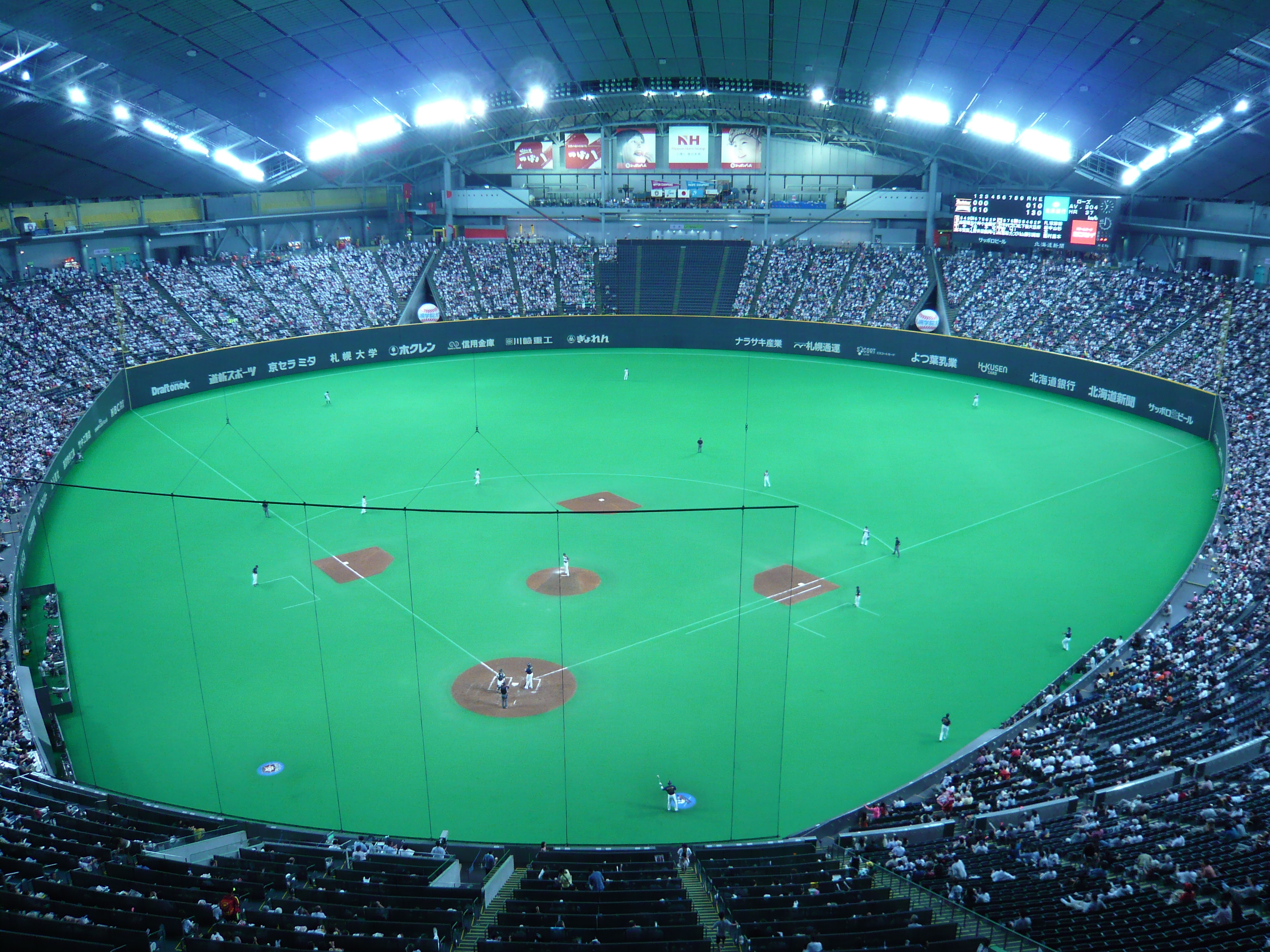
Sapporo Dome.

Hokkaido Nippon-Ham Fighters, (japanska: 北海道日本ハムファイターズ?, Hokkaidō Nippon Hamu Faitāzu), med smeknamnen Nippon-ham (日本ハム), Nichi-ham (日ハム) och Fighters (ファイターズ), är en professionell basebollklubb i Sapporo i Japan som spelar i Pacific League, en av de två ligorna i Nippon Professional Baseball (NPB). Klubbens hemmaarena är Sapporo Dome.
Klubben har fått sitt namn efter den största ägarens företagsnamn "Nippon Ham", som är samlingsnamnet på köttproduktföretaget Nippon Meat Packers, Inc. Fram till 2003 var Fighters en av tre klubbar stationerade i Tokyo, men de flyttade 2004 till Sapporo, den största staden på ön Hokkaido.

## Historia
Klubben grundades under namnet Senators 1946. Klubben var i svårt ekonomiskt trångmål och tvingades använda Hankyu Railways avlagda förkrigsdräkter. Klubben såldes den 7 januari 1947 till Tokyu Corporation och bytte då namn till Tokyu Flyers. Inför 1948 års säsong slogs klubben ihop med en klubb ägd av företaget Daiei och bytte namn igen, nu till Kyuei Flyers ("Kyuei" är ett teleskopord bildat av Tokyu och Daiei). Daiei bestämde sig dock snart för att köpa en egen klubb och efter bara en säsong bytte Flyers tillbaka till det tidigare namnet Tokyu Flyers.
1954 anförtroddes klubben till företaget Toei och bytte namn till Toei Flyers. Åtta år senare vann klubben för första gången ligan och därefter även finalen mot mästarna i Central League kallad Nippon Series.
Klubben såldes igen inför 1973 års säsong till företaget Nittaku Home och bytte namn till Nittaku Home Flyers. Redan till nästa säsong var klubben såld igen, till företaget Nippon Ham, och bytte namn till Nippon-Ham Fighters. Klubben vann ligan för andra gången 1981.
Inför 2004 års säsong flyttade ägarna klubben till Sapporo på ön Hokkaido och bytte namn på klubben till Hokkaido Nippon-Ham Fighters. Därefter inleddes en framgångsrik tid för klubben. Fighters vann ligan tre gånger på fyra säsonger – 2006, 2007 och 2009 – och vid det första tillfället vann man även Nippon Series och Asia Series, en turnering mellan mästarna i sydkoreanska KBO League, taiwanesiska Chinese Professional Baseball League och ett all star-lag från Kina.
Klubben vann ligan även 2012 och 2016 och vid det senare tillfället även Nippon Series.

## Hemmaarena
- Sapporo Dome, Sapporo

## Meriter

### Pacific League
- Mästare 1962, 1981, 2006, 2007, 2009, 2012, 2016

### Nippon Series
- Mästare 1962, 2006, 2016

### Asia Series
- Mästare 2006

## Tidigare namn
- Senators (1946)
- Tokyu Flyers (1947)
- Kyuei Flyers (1948)
- Tokyu Flyers (1949–1953)
- Toei Flyers (1954–1972)
- Nittaku Home Flyers (1973)
- Nippon-Ham Fighters (1974–2003)

## Färger
- Teal, guld och svart